# Nuptse
Nuptse es una montaña en la región de Khumbu en el Himalaya del Nepal. Se encuentra a dos kilómetros al suroeste del monte Everest, muy cerca de la frontera con China. Nuptse es el nombre tibetano para "pico del oeste", ya que es el segmento occidental del macizo que forma con el Lhotse. 
El Nuptse en una sucesión de picos de este a oeste:
| Cima            | metros | Latitud (N) | Longitud (E) |
| --------------- | ------ | ----------- | ------------ |
| Nuptse I        | 7,861  | 27°57′59″   | 86°53′24″    |
| Nuptse II       | 7,827  | 27°57′52″   | 86°53′34″    |
| Nuptse Shar I   | 7,804  | 27°57′41″   | 86°53′47″    |
| Nuptse Nup I    | 7,784  | 27°58′05″   | 86°53′08″    |
| Nuptse Shar II  | 7,776  | 27°57′39″   | 86°53′55″    |
| Nuptse Nup II   | 7,742  | 27°58′06″   | 86°52′54″    |
| Nuptse Shar III | 7,695  | 27°57′30″   | 86°54′42″    |

El pico principal, Nuptse I, fue escalado por primera vez el 16 de mayo de 1961 por Dennis Davis y el sherpa Tashi, miembros de una expedición británica. Después de un largo intervalo sin ascensiones, el Nuptse volvió a recibir expediciones en los años 1990 y 2000, con las que se establecieron rutas desde el sur, norte y oeste.
Aunque el Nuptse se ve imponente desde el sur y el oeste y se encuentra sobre el campo base de la ruta estándar para ascender el Everest del Collado Sur, no es un pico independiente: la cima es una Prominencia de sólo 319 metros y por tanto no se encuentra en la Lista de las montañas más altas del mundo.

Nuptse
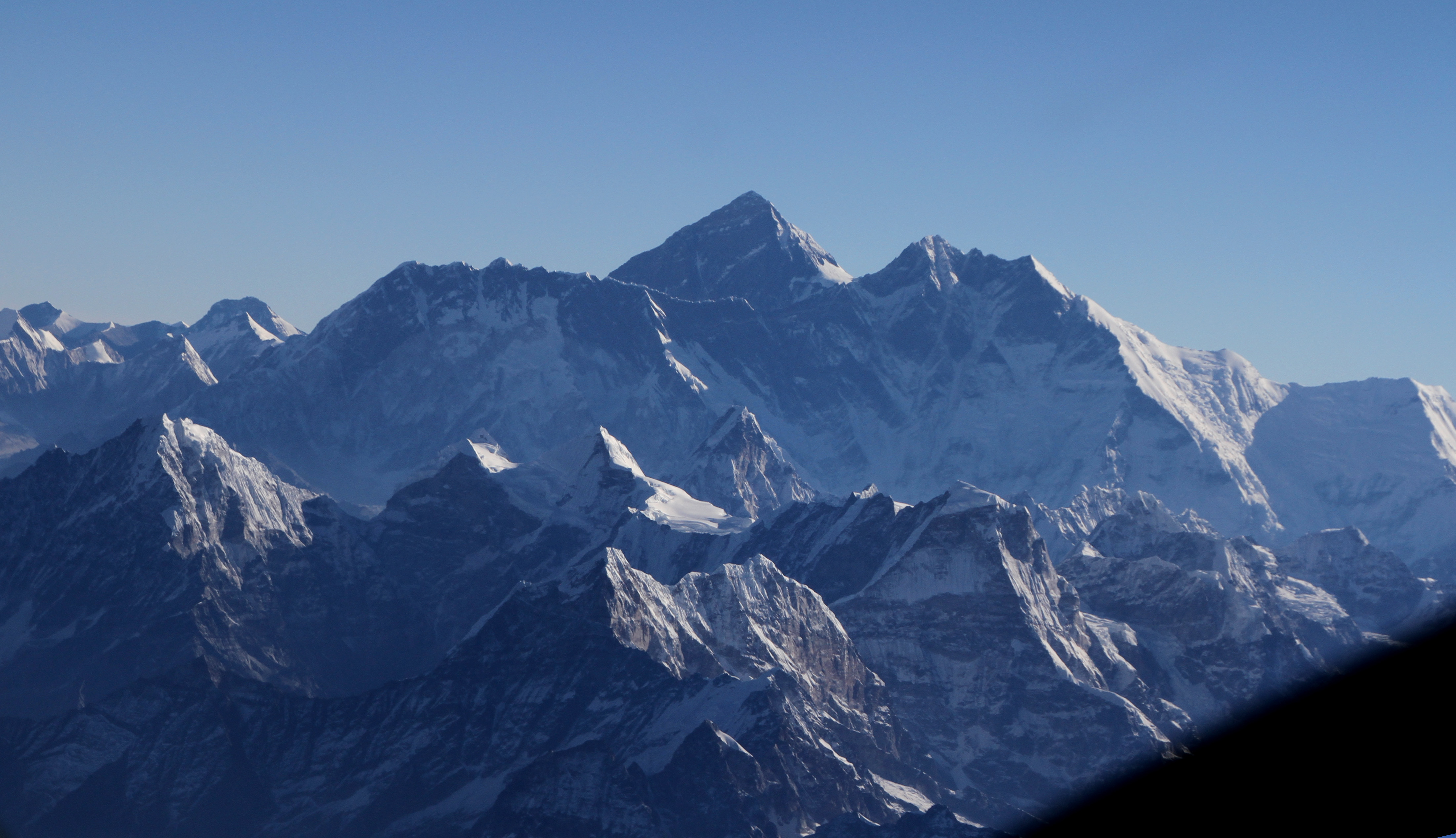
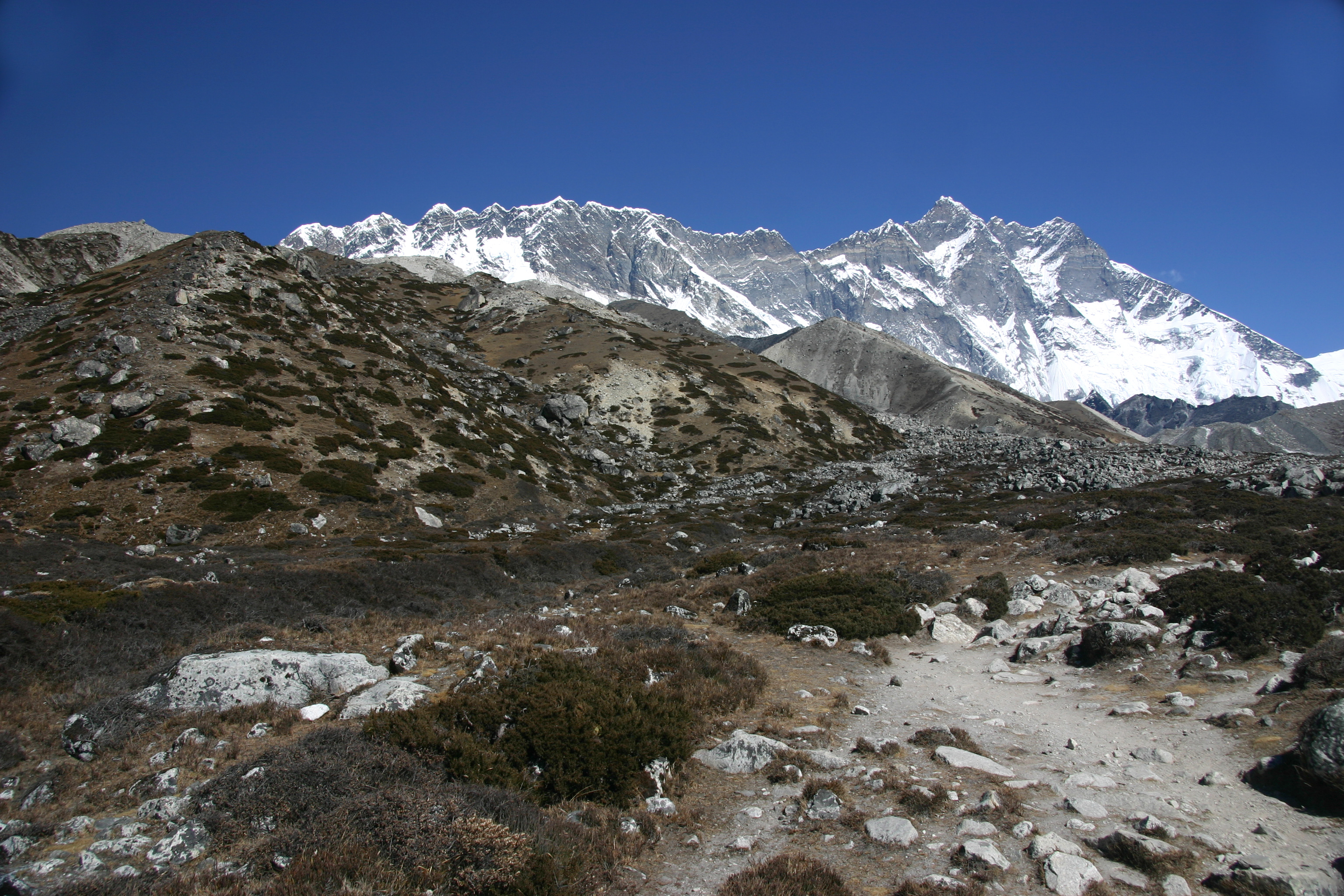
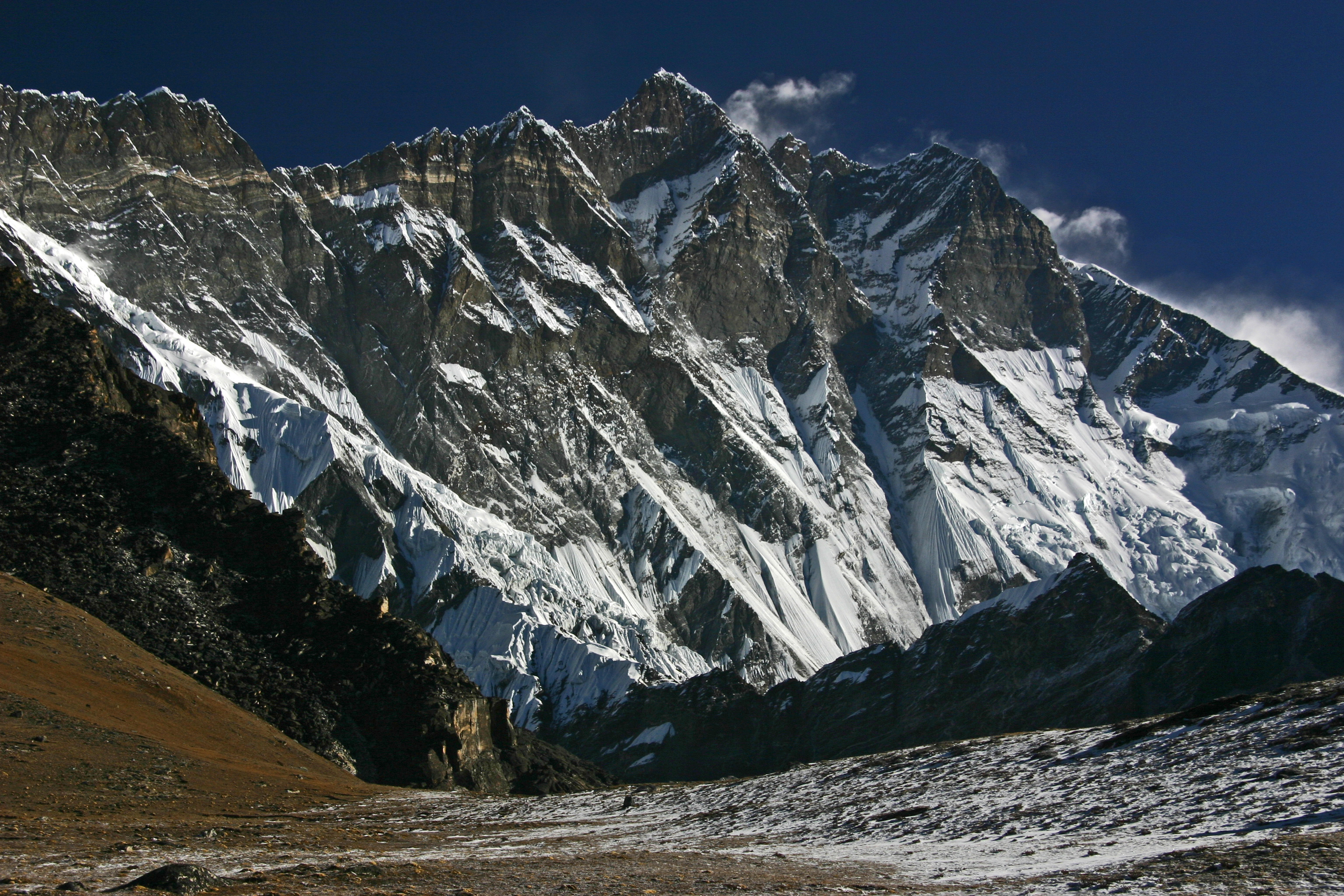
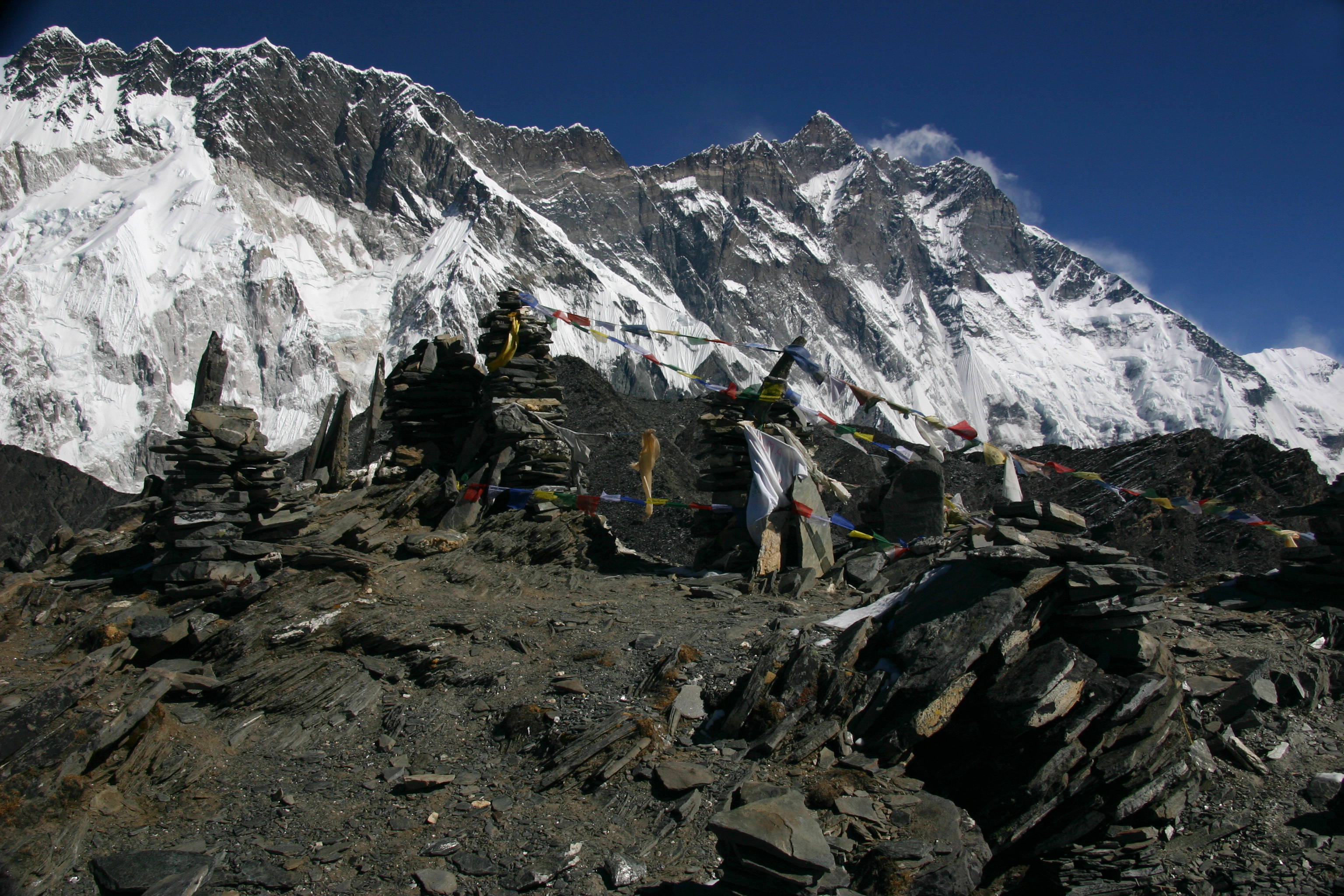
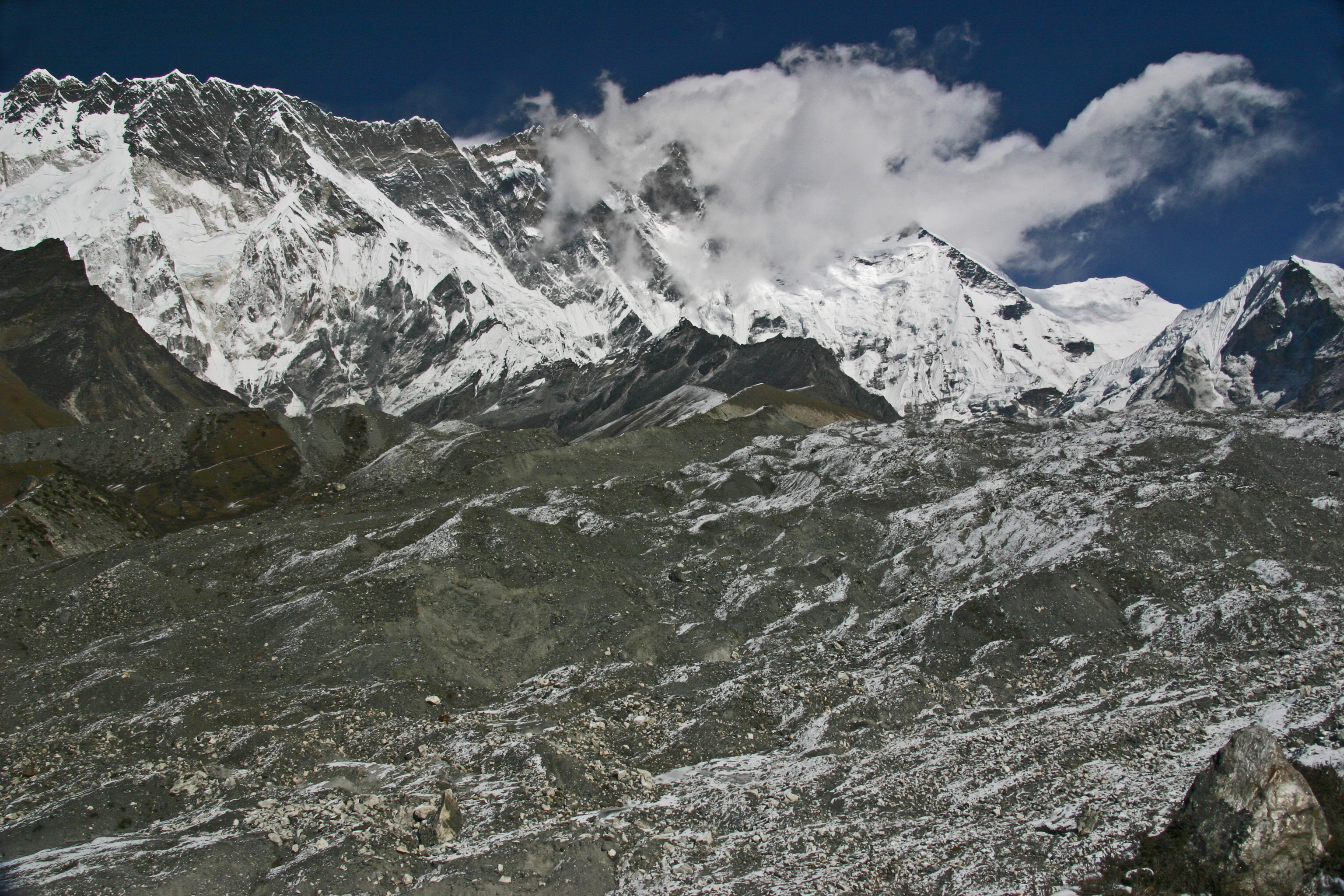
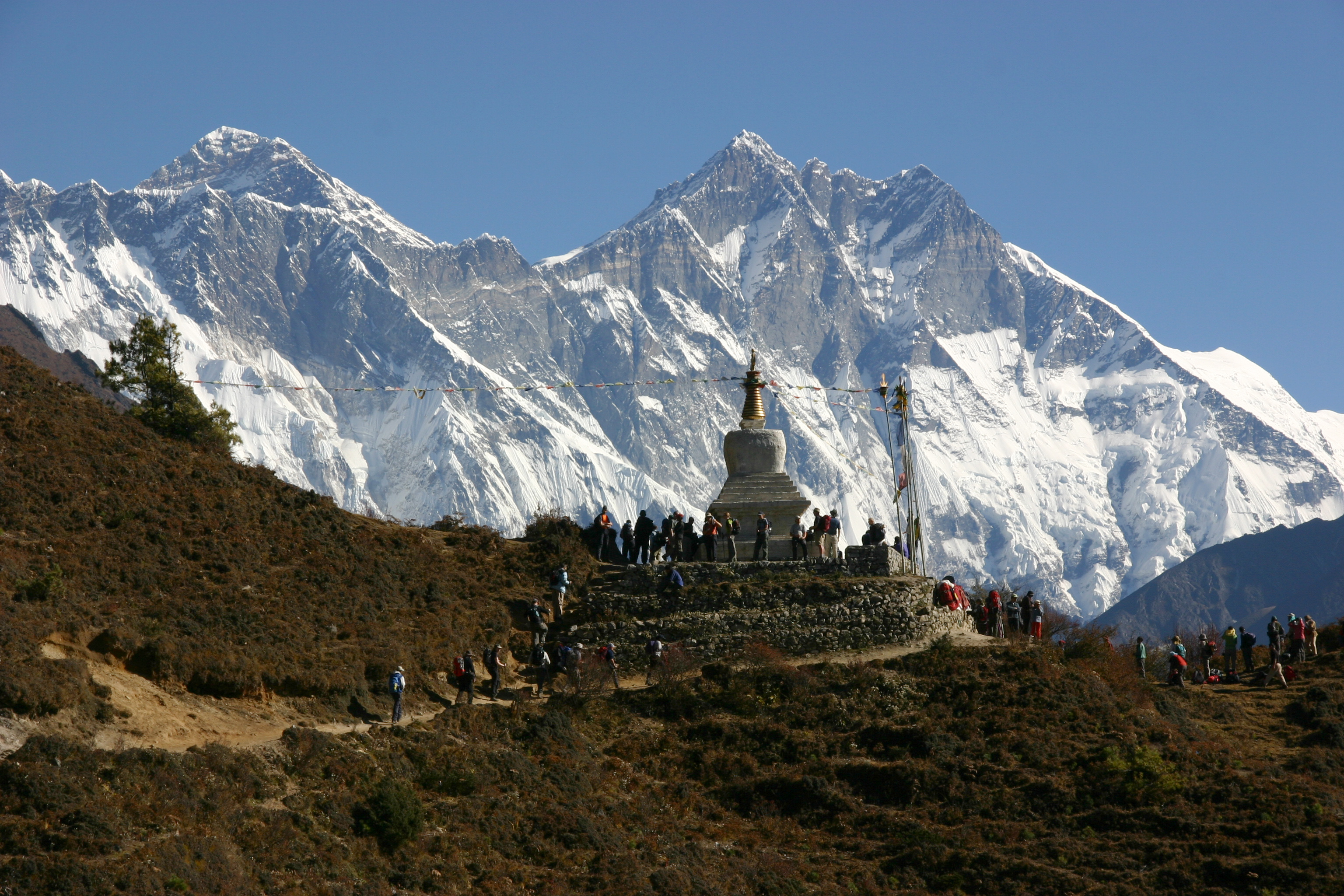
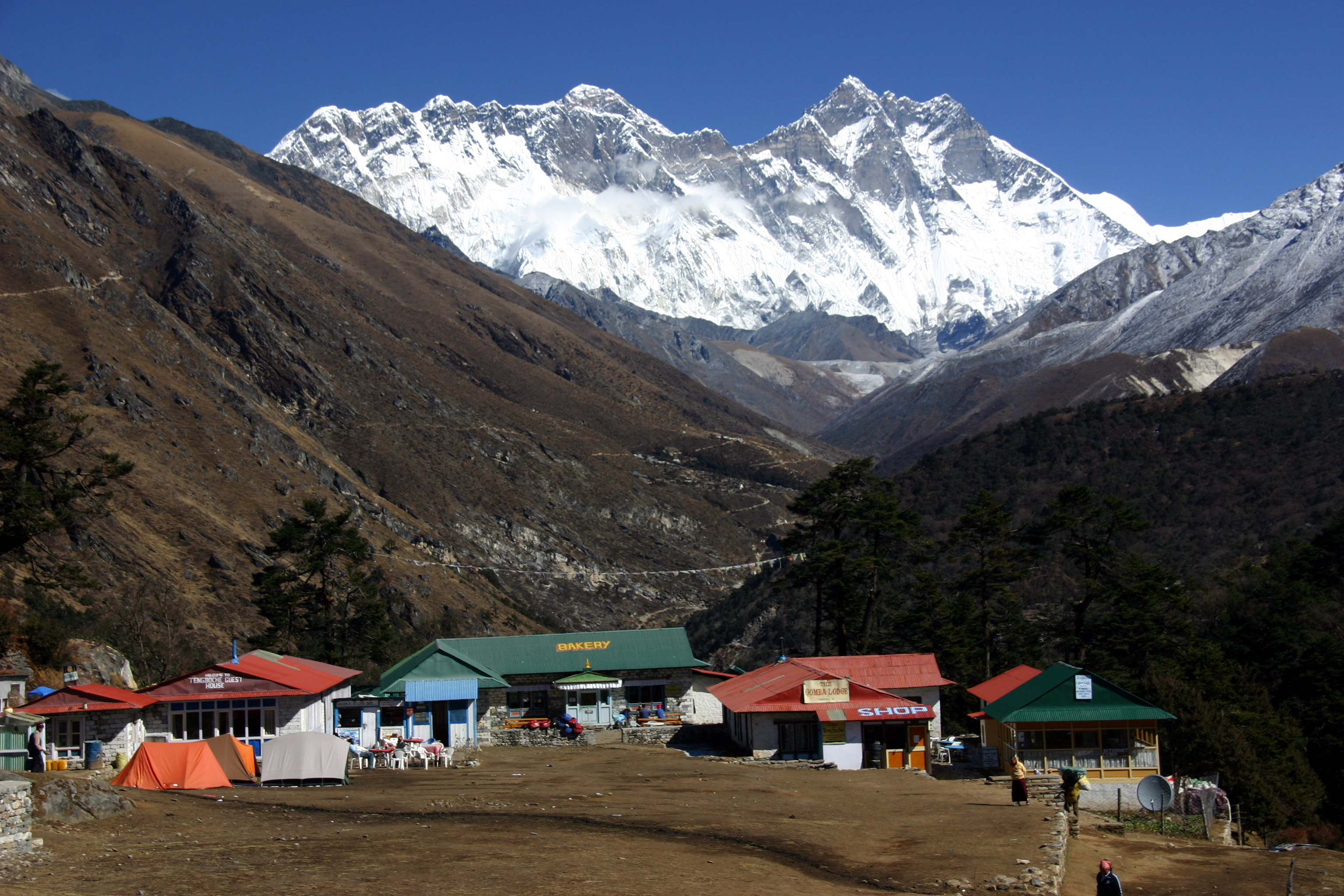